# Bovenste Kraknrik

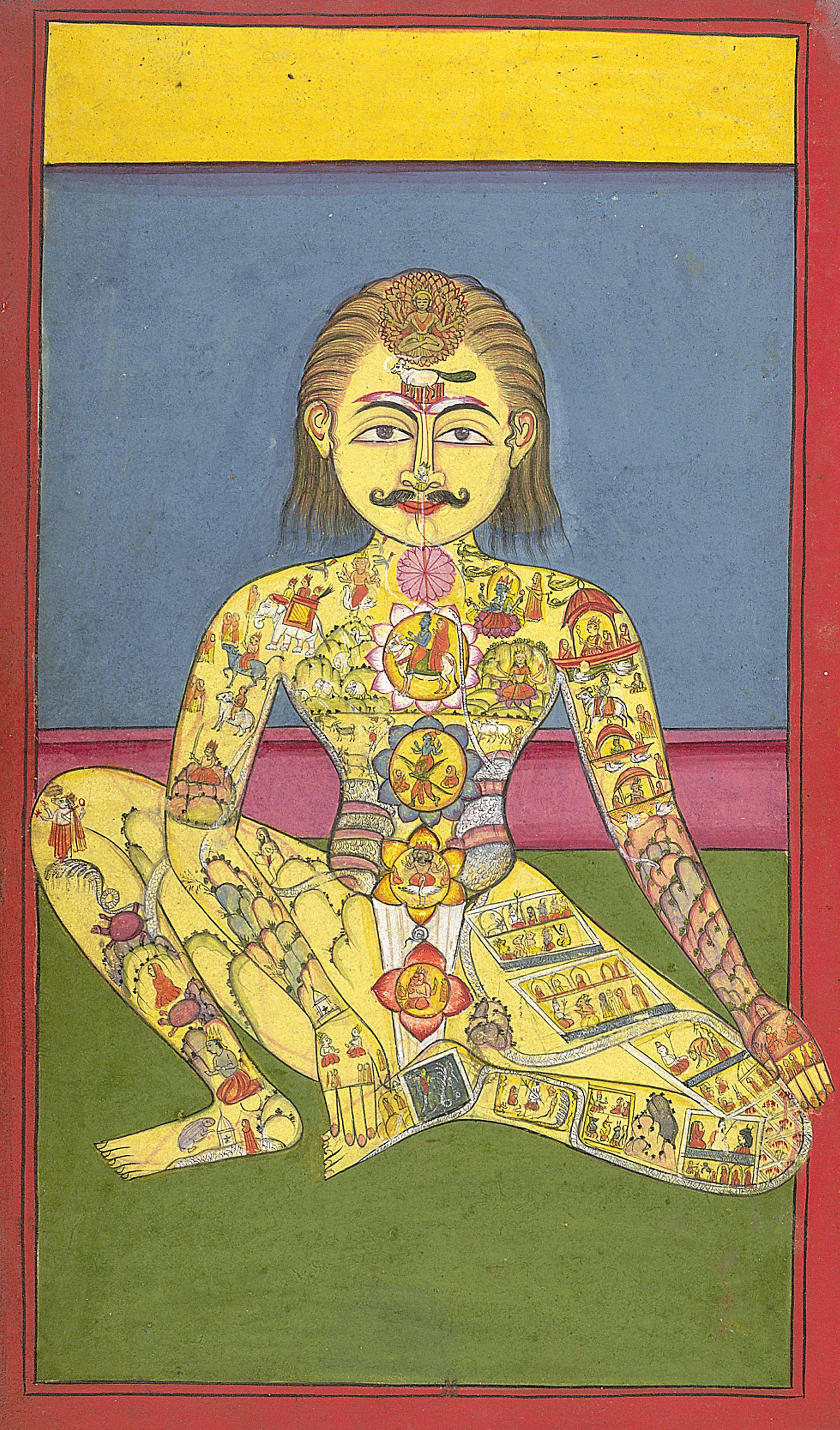
oude Tibetaanse kaart met de 7 Chakra's en de belangrijkste marmapunten

Bovenste Kraknrik (Bovenste Kraknrik-punt) is een marmapunt gelegen op het hoofd. Marmapunten worden in Oosterse filosofieën gebruikt bij massage, yoga, reflexologie en reiki. Men gelooft dat een marmapunt op een nadi ligt en zo een uitwerking kan hebben op een bepaald lichaamsdeel, proces of emotie
Bovenste Kraknrik is gelegen op het achterhoofd tegenover het Manipura (3e oog chakra). Dit punt wordt toegepast bij neerslachtigheid en allergieën.

## Overige marmapunten
Naar schatting zijn er 62.000 marmapunten in het lichaam. De belangrijkste 52 zijn: